# Багатомовна площина (Юнікод)

Схема розподілу основної багатомовної площини (BMP) Юнікоду. Кожне пронумероване поле представляє 256 кодових точок.

Схема розподілу додаткової багатомовної площини (SMP) Юнікоду. Кожне пронумероване поле представляє 256 кодових точок.

Схема розподілу додаткової ідеографічної площини (SIP) Юнікоду. Кожне пронумероване поле представляє 256 кодових точок.

Схема розподілу третинної ієрогліфічної площини (TIP) Юнікоду. Кожне пронумероване поле представляє 256 кодових точок.

Схема розподілу спеціалізованої додаткової площині (SSP) Юнікоду. Кожне пронумероване поле представляє 256 кодових точок.

Багатомовна площина (Багатомовний план, англ. Multilingual Plane) — одна з 17 зон 21-бітового простору кодів (000000 — 10FFFF) Юнікод.
- Площина 0 (0000- FFFF): Базова багатомовна площина (Basic Multilingual Plane, BMP)
- Площина 1 (10000 — 1FFFF): Додаткова багатомовна площина (Supplementary Multilingual Plane, SMP)
- Площина 2 (20000 — 2FFFF): Додаткова ієрогліфічна площина (Supplementary Ideographic Plane, SIP)
- Площина 3 (30000 — 3FFFF): Третинна ієрогліфічна площина (Tertiary Ideographic Plane, TIP)
- Площини 4-13 (40000 — DFFFF) не використовуються
- Площина 14 (E0000 — EFFFF): Додаткова площину особливого призначення (Supplementary Special — purpose Plane, SSP)
- Площина 15 (F0000 — FFFFF) використовується як додаткова область -A для приватного використання (Supplementary Private Use Area -A, SPUA -A)
- Площина 16 (100000 — 10FFFF) використовується як додаткова область -B для приватного використання (Supplementary Private Use Area -B, SPUA -B)

## BMP
Площина 0 (BMP) містить символи практично для всіх сучасних писемностей і велике число спеціальних символів. Велика частина таблиці зайнята китайсько-японськими ієрогліфами і своєрідними корейськими літерами.
У Unicode 5.2 у цій площині представлені такі множини символів:
- Керівні символи C0 (0000- 001F)
- Основна латиниця (0020 — 007F)
- Керівні символи C1 (0080 — 009F)
- Додаткові символи Latin-1 (00A0 — 00FF)
- Розширена латиниця -A (0100 — 017F)
- Розширена латиниця -B (0180 — 024F)
- Розширений набір символів міжнародного фонетичного алфавіту (0250 — 02AF)
- Некомбіновані протяжні символи — модифікатори (02B0 — 02FF)
- Комбіновані діакритичні знаки (0300 — 036F)
- Грецька і коптська абетки (0370 — 03FF)
- Кирилиця (0400 — 04FF)
- Додаткові символи кирилиці (0500 — 052F)
- Вірменська абетка (0530 — 058F)